# Альманса (Леон)
Альманса (ісп. Almanza) — муніципалітет в Іспанії, у складі автономної спільноти Кастилія-і-Леон, у провінції Леон. Населення — 609 осіб (2010).
Муніципалітет розташований на відстані близько 271 км на північний захід від Мадрида, 44 км на схід від Леона.
На території муніципалітету розташовані такі населені пункти: (дані про населення за 2010 рік)
- Альманса: 252 особи
- Кабрера-де-Альманса: 24 особи
- Калаверас-де-Абахо: 20 осіб
- Калаверас-де-Арріба: 38 осіб
- Каналехас: 57 осіб
- Кастромударра: 51 особа
- Еспіноса-де-Альманса: 6 осіб
- Ла-Вега-де-Альманса: 31 особа
- Вільяверде-де-Аркайос: 130 осіб

## Демографія
Динаміка населення (INE ):